# Grande Prêmio da França de 1951
Resultados do Grande Prêmio da França de Fórmula 1 realizado em Reims-Gueux à 1º de julho de 1951. Quarta etapa da temporada, a vitória na mesma foi compartilhada entre o italiano Luigi Fagioli e o argentino Juan Manuel Fangio.

## Classificação da prova
| Pos. | Nº | Piloto                               | Construtor         | Voltas | Tempo/Diferença  | Grid | Pontos |
| ---- | -- | ------------------------------------ | ------------------ | ------ | ---------------- | ---- | ------ |
| 1    | 8  | Luigi Fagioli Juan Manuel Fangio     | Alfa Romeo         | 77     | 3:22:11.0        | 7    | 4 5    |
| 2    | 14 | José Froilán González Alberto Ascari | Ferrari            | 77     | + 58.2           | 6    | 3      |
| 3    | 10 | Luigi Villoresi                      | Ferrari            | 74     | + 3 voltas       | 4    | 4      |
| 4    | 26 | Reg Parnell                          | Ferrari            | 73     | + 4 voltas       | 9    | 3      |
| 5    | 2  | Giuseppe Farina                      | Alfa Romeo         | 73     | + 4 voltas       | 2    | 2      |
| 6    | 42 | Louis Chiron                         | Talbot-Lago-Talbot | 71     | + 6 voltas       | 8    |        |
| 7    | 46 | Yves Giraud-Cabantous                | Talbot-Lago-Talbot | 71     | + 6 voltas       | 11   |        |
| 8    | 44 | Eugène Chaboud                       | Talbot-Lago-Talbot | 69     | + 8 voltas       | 14   |        |
| 9    | 48 | Guy Mairesse                         | Talbot-Lago-Talbot | 66     | + 11 voltas      | 19   |        |
| 10   | 6  | Consalvo Sanesi                      | Alfa Romeo         | 58     | + 19 voltas      | 5    |        |
| 11   | 4  | Juan Manuel Fangio Luigi Fagioli     | Alfa Romeo         | 55     | + 22 voltas      | 1    |        |
| Ret  | 28 | Johnny Claes                         | Talbot-Lago-Talbot | 54     | Acidente         | 12   |        |
| Ret  | 40 | Louis Rosier                         | Talbot-Lago-Talbot | 43     | Transmissão      | 13   |        |
| Ret  | 38 | Philippe Étancelin                   | Talbot-Lago-Talbot | 37     | Motor            | 10   |        |
| Ret  | 36 | Aldo Gordini                         | Simca-Gordini      | 27     | Motor            | 17   |        |
| Ret  | 20 | Harry Schell                         | Maserati           | 23     | Superaquecimento | 22   |        |
| Ret  | 32 | Maurice Trintignant                  | Simca-Gordini      | 11     | Motor            | 18   |        |
| Ret  | 12 | Alberto Ascari                       | Ferrari            | 10     | Câmbio           | 3    |        |
| Ret  | 34 | André Simon                          | Simca-Gordini      | 7      | Motor            | 21   |        |
| Ret  | 30 | Robert Manzon                        | Simca-Gordini      | 3      | Motor            | 23   |        |
| Ret  | 50 | Onofre Marimón                       | Maserati-Milano    | 2      | Motor            | 15   |        |
| Ret  | 18 | Toulo de Graffenried                 | Maserati           | 1      | Transmissão      | 16   |        |
| Ret  | 24 | Peter Whitehead                      | Ferrari            | 1      | Motor            | 20   |        |